# Deutschland – Land der Ideen

Logo der Initiative

Auto: Fußball-WM-Sommer 2006: überdimensionale Autoskulptur vor dem Brandenburger Tor im Rahmen des Walk of Ideas als Symbol für das Autoland Deutschland

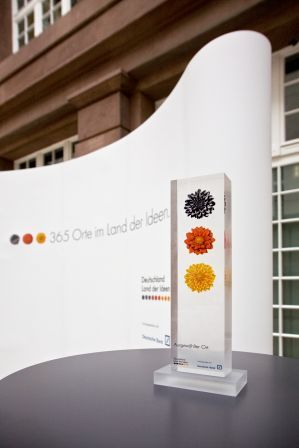
Pokal Ausgewählter Ort für die Preisträger des Wettbewerbs 365 Orte im Land der Ideen

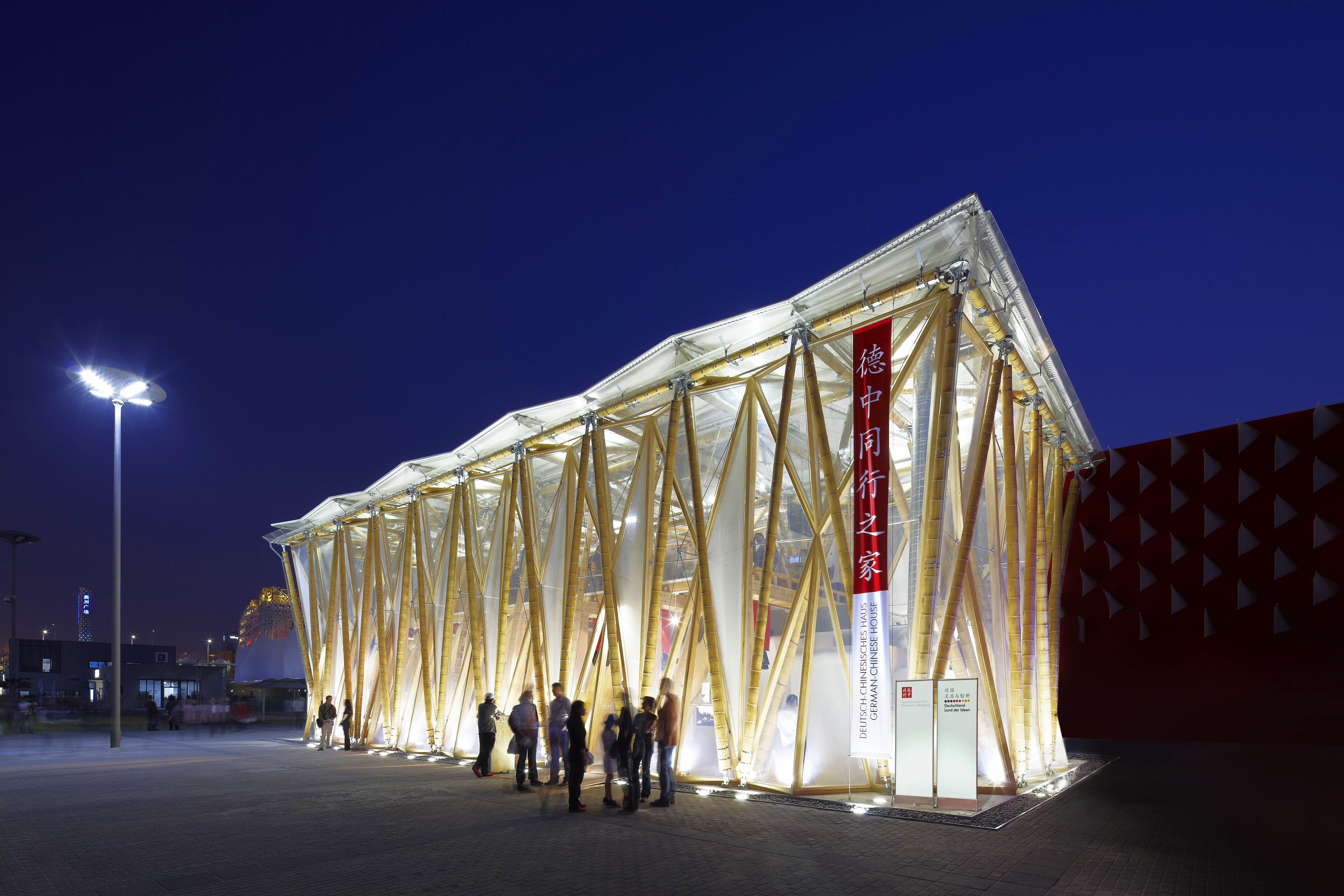
China: Mit einem spektakulären Auftritt, dem „Deutsch-Chinesischen Haus“ aus Riesenbambus fand auf der Expo 2010 in Shanghai die auf drei Jahre angelegte Veranstaltungsreihe „Deutschland und China – Gemeinsam in Bewegung“ ihren Abschluss.

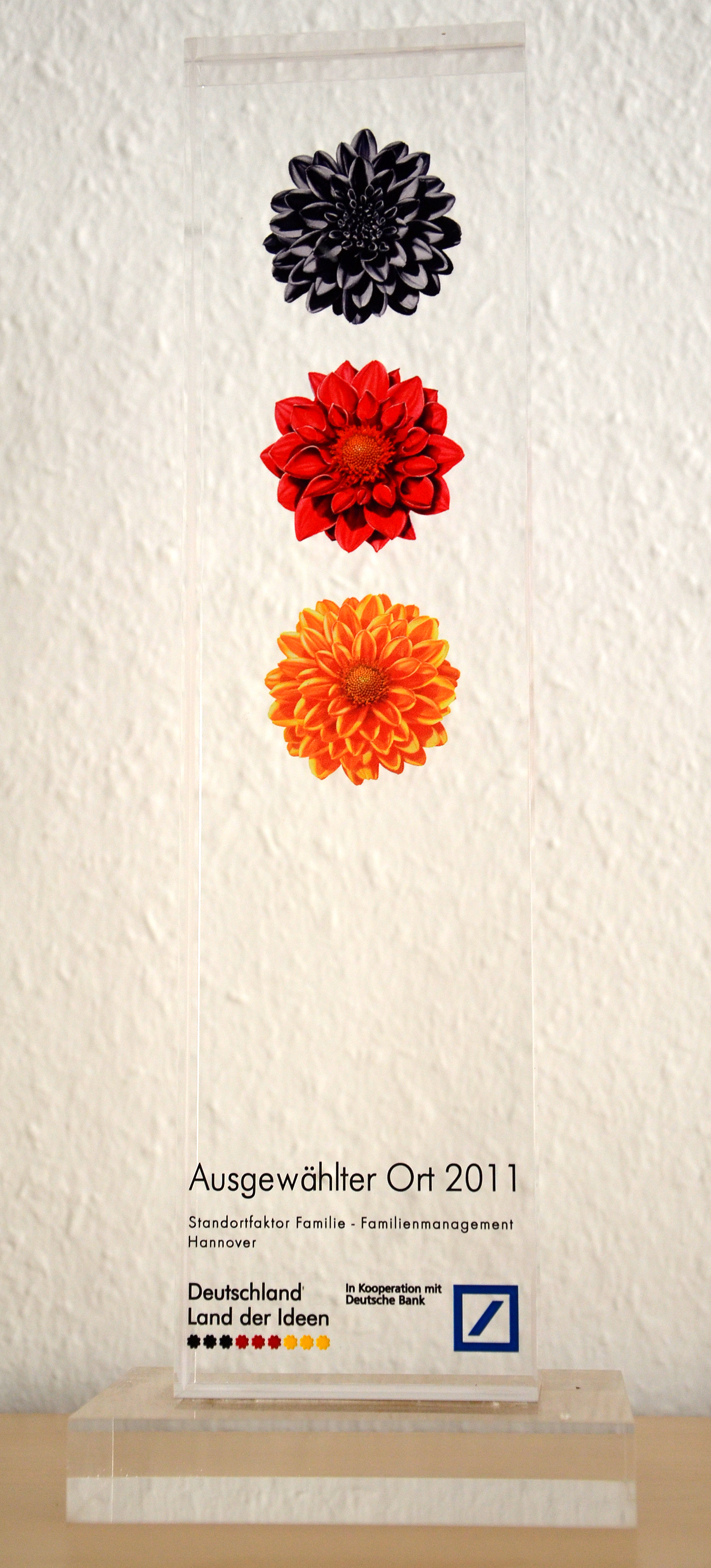
Individualisierter Pokal Ausgewählter Ort 2011, Standortfaktor Familie – Familienmanagement Hannover

Die Initiative Deutschland – Land der Ideen ist die gemeinsame Standortinitiative der Bundesregierung und der deutschen Industrie, vertreten durch den Bundesverband der Deutschen Industrie (BDI).

## Gründung
Die Standortinitiative wurde im Jahr 2005 in Hinblick auf die Fußball-Weltmeisterschaft 2006 ins Leben gerufen. Die WM lenkte den Blick der ganzen Welt auf Deutschland. Regierung und Wirtschaft einigten sich auf ein gemeinsames Engagement zur Imagepflege Deutschlands und gründeten unter Federführung des ehemaligen Bundesinnenministers Otto Schily und der deutschen Wirtschaft, vertreten durch den ehemaligen BDI-Präsidenten Michael Rogowski, die Standortinitiative Deutschland – Land der Ideen. Name und Motto stammen von einem Zitat von Bundespräsident Horst Köhler, der bei seinem Amtsantritt im Jahr 2004 sagte: „Das Leitbild der Bundesrepublik Deutschland soll sein: […] ein Land der Ideen!“

## Ziele
Aus der anfänglichen Kampagne zur Fußball-WM entwickelte sich eine langfristig angelegte Standortinitiative mit dem Ziel, im In- und Ausland ein positives Deutschlandbild zu vermitteln und die Stärken des Wirtschafts- und Wissenschaftsstandortes Deutschland zu betonen. Die Kernbotschaft umfasst ein breites Themenspektrum, das die Initiative in ihre Aktivitäten einbindet: Sie will technologische Innovationen sichtbar machen, kreative, kulturelle und gesellschaftliche Impulse setzen und wissenschaftlichen Forschergeist unterstützen.

## Gestaltung
Ein Ziel der Initiative ist es nach eigener Darstellung, „positive“ nationale Symbole zu verwenden. So wird für den Schriftzug die Futura von Paul Renner verwendet. Diese Schriftart steht für die Bauhaus-Bewegung. Die Nationalfarben werden durch drei Dahlien dargestellt. Die Dahlien wurden von Alexander von Humboldt nach Deutschland gebracht. Mit diesen Symbolen soll die Innovations- und Forschungsfreudigkeit Deutschlands dargestellt werden.

## Laufende Projekte
Zur Erreichung ihrer Ziele realisiert die Initiative eine Vielzahl von nationalen und internationalen Projekten (z. B. Ideenwettbewerbe, Publikationen, Ausstellungen, Delegationsreisen und virtuelle Plattformen).
Anlässlich des 100-jährigen Gründungsjubiläums des Staatlichen Bauhauses 2019 hat die Initiative unterstützt durch das Auswärtige Amt, die Lotto Stiftung Berlin und SAP mit dem Gestaltungswettbewerb „beyond bauhaus – prototyping the future“ 20 internationale Projekte und Konzepte identifiziert und dem Publikum im Rahmen einer zweiwöchigen Ausstellung in Berlin präsentiert.
Seit 2021 führt die Standortinitiative gemeinsam mit der Agentur für Wirtschaft und Entwicklung (AWE) das Projekt AGYLE durch. AGYLE richtet sich an junge Führungskräfte aus Afrika und Deutschland und soll den afrikanisch-deutschen Dialog im Sinne der G20-Initiative „Compact with Africa“ stärken.
Seit 2022 richtet die Standortinitiative eine jährlich stattfindende Wirtschaftskonferenz, das Ostdeutsche Wirtschaftsforum (OWF), im brandenburgischen Bad Saarow aus.
Der Innovationswettbewerb "Digitale Orte", den die Initiative 2022 mit Deutsche Glasfaser initiiert hat, zeichnet Projekte im ländlichen Raum aus, die digitale Technologien erfolgreich eingeführt haben und exemplarisch für die positive gesellschaftliche Entwicklung durch die Digitalisierung stehen. Die Schirmherrin des Wettbewerbs ist Daniela Kluckert (MdB), Parlamentarische Staatssekretärin beim Bundesminister für Digitales und Verkehr.

## Abgeschlossene Projekte
Unter der Schirmherrschaft der Bundesministerin für Bildung und Forschung Johanna Wanka würdigte der Wettbewerb Ideen für die Bildungsrepublik von 2011 bis 2014 Bildungsinstitutionen, -projekte und -initiativen, die sich nachhaltig für mehr Bildungsgerechtigkeit von Kindern und Jugendlichen einsetzen. Nach Ende der jeweiligen Bewerbungsfrist wählte eine Jury aus Bildungsexperten unter dem Vorsitz von Wassilios Fthenakis die 52 besten „Bildungsideen“ aus, die anschließend einzeln Woche für Woche jeweils im Rahmen einer Preisverleihung geehrt wurden. Der Wettbewerb wurde vom Bundesministerium für Bildung und Forschung gefördert. Kooperationspartner war die Vodafone Stiftung Deutschland.
Die auf drei Jahre angelegte Veranstaltungsreihe Deutschland und China – Gemeinsam in Bewegung stellte Deutschland zwischen 2007 und 2010 als Land der Ideen in seiner kulturellen, wirtschaftlichen, wissenschaftlichen und gesellschaftlichen Vielfalt in Chinas Städten und Provinzen vor. Das Generalthema der Veranstaltungen war Nachhaltige Urbanisierung. Die Schwerpunktthemen orientierten sich somit an dem Motto der Expo 2010 Better City – Better Life und beschäftigten sich mit Urbanisierung und nachhaltiger Stadtentwicklung. Höhepunkt der Veranstaltungsreihe war ein EXPO-Auftritt mit dem Deutsch-Chinesischen Haus in Shanghai. Veranstaltet wurde das 2007 gestartete und im Herbst 2010 beendete Programm vom Auswärtigen Amt gemeinsam mit dem Goethe-Institut, dem Asien-Pazifik-Ausschuss der Deutschen Wirtschaft und der Initiative Deutschland – Land der Ideen. Es stand unter der gemeinsamen Schirmherrschaft von Bundespräsident Horst Köhler und dem chinesischen Präsidenten Hu Jintao.
Anlässlich des 60-jährigen Bestehens der diplomatischen Beziehungen zwischen der Bundesrepublik Deutschland und der Republik Indien fand das Deutschlandjahr Deutschland und Indien 2011–2012 statt. Unter dem Motto „Germany and India. Infinite Opportunities“ präsentierte sich Deutschland als „Land der Ideen“ und innovativer und kreativer Partner Indiens für die Lösung von Zukunftsfragen.
Ein Projekt der Initiative war der bundesweite Wettbewerb Ausgezeichnete Orte im Land der Ideen. Der Wettbewerb sollte gesellschaftliche Innovationen aus allen Bereichen bekannt machen und die Leistungskraft und Zukunftsfähigkeit der Standorte zeigen. Hervorgegangen ist der Wettbewerb aus der Veranstaltungsreihe 365 Orte im Land der Ideen, die von 2006 bis 2019 bundesweit über 3000 Projekte ausgezeichnet hat. Nationaler Förderer des Wettbewerbs war die Deutsche Bank.
Von 2016 bis 2021 vergab die Standortinitiative gemeinsam mit dem Bundesverkehrsministerium den Deutschen Mobilitätspreis.

## Veröffentlichungen
- Deutschland – Land der Ideen (Hrsg.): Land der Ideen – der Reiseführer. DuMont-Reiseverlag, Ostfildern 2006, ISBN 3-7701-8202-2.
- Deutschland – Land der Ideen (Hrsg.): 365 Ideen aus Deutschland, die jeder kennen sollte. DuMont-Reiseverlag, Ostfildern 2007, ISBN 3-7701-8209-X.
- Deutschland – Land der Ideen (Hrsg.): 365 Ideen aus Deutschland, die in die Zukunft tragen. DuMont-Reiseverlag, Ostfildern 2008, ISBN 978-3-7701-8212-1.
- Deutschland – Land der Ideen (Hrsg.): 365 Orte – Eine Reise zu den besten Ideen Deutschlands. DuMont-Reiseverlag, Ostfildern 2009, ISBN 978-3-7701-8215-2.
- Deutschland – Land der Ideen (Hrsg.): 365 Orte – Eine Reise zu Deutschlands Zukunftsmachern. DuMont-Reiseverlag, Ostfildern 2010, ISBN 978-3-7701-8216-9.
- Hans-Peter Keitel (Hrsg.): Meine Idee für Deutschland. Berlin Verlag, Berlin 2011, ISBN 978-3-8270-1009-4.